# Genesmon

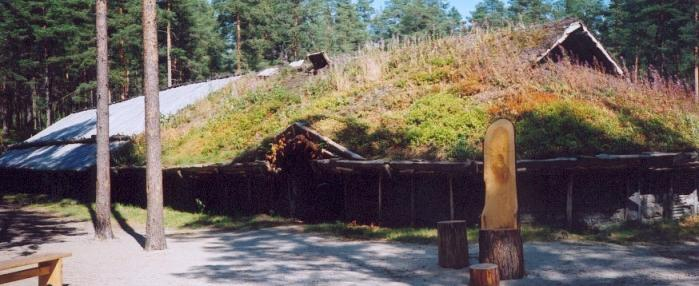
Långhus.

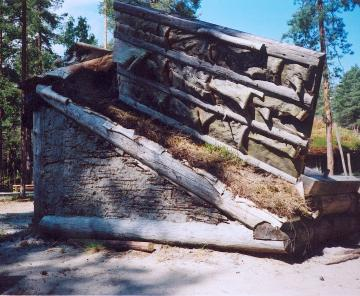
Grophus.

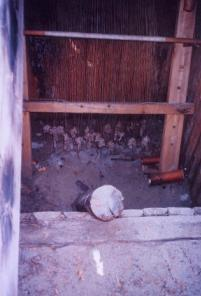
Grophus.

På Genesmon i Gene (Själevads socken) utanför Örnsköldsvik finns spåren efter en bosättning från romersk järnålder. Bosättningen frilades vid en omfattande utgrävning 1977–1988 som leddes av Per H Ramqvist och Anna-Karin Lindqvist, Umeå universitet, och fyndplatsen visade sig då vara mycket välbevarad. Man har hittat minst 14 huslämningar och intill boplatsen ett gravfält med nio låga högar och 50 meter därifrån ytterligare fyra gravhögar.

## Boplatsen
Boplatsen ligger idag omkring 20 meter över havet på en tallmo och var bebodd omkring 100–600 e.Kr. under det som kallas romersk järnålder och folkvandringstid. Under boplatstiden låg gården på en udde som sköt ut i havet, men sedan dess har landhöjningen skapat nya förutsättningar. Den ursprungliga gården har markerats vid fornlämningen, så att man kan se hur husen låg i förhållande till varandra, liksom gravhögarna mellan gården och havet.
Boplatsen på Genesmon har två byggnadsperioder. Under den första fasen fanns ett långhus, en sädeslada och en verkstadsbyggnad. Då husen behövde rivas byggde man ett nytt långhus och en ny sädeslada. Dessutom tillkom en smedja, en bronsgjutarverkstad och en vävgrop, med mera. Totalt hittade man 14 hus på utgrävningsområdet, 13 som hörde till järnåldersgården, och ett hus från 1200-talet. Runt gården ligger 13 synliga gravhögar, och i varje hög ligger en person begravd.
På gården hade man omkring 20 får och/eller getter, 2–3 grisar, 8–10 kor, en häst och en hund. På åkern, som låg öster om gården, har man odlat korn, havre och eventuellt lin. Fröanalyser har visat att man plockat bär som hallon, blåbär, lingon, smultron, m.m. Det var ungefär 15-25 personer som bodde tillsammans på gården.
Gården lämnades efter omkring 500 år. Allt tyder på att gårdsfolket packade ihop och flyttade från platsen, och därför finns nästan inga saker kvarlämnade. Det man ändå hittade är sånt man tappat, sånt som fanns i gravar, eller spill från hantverksproduktion. Man har bland annat hittat pärlor av glas, brons, lera och ben. Även benkammar, knappar och spännen till kläder och bälten, liksom knivar, pilspetsar, keramik och verktyg för att göra upp eld fanns bland fynden. Där fanns också en järnnyckel och en av formarna för bronsgjutning var till för att gjuta en nyckel i brons. En annan av bronsgjutningsformarna var för ett så kallat reliefspänne. Spännet är av en ovanlig typ som bara har hittats på ett tiotal platser runt om i Norden, och Genesmon är den enda tillverkningsplats man känner till.
Av fynden drar man slutsatsen att familjen på Genesmon var bofasta bönder och att man på gården producerade delar av den mat man åt. På åkern odlades korn och av får/getter och kor fick man kött och mjölk till smör och ost, och dessutom jagade man, fiskade och samlade in bär och växter. Ett viktigt bytesdjur var sälen, av den fick man skinn, kött och olja.
På boplatsen hittades också en del lyxvaror, saker som inte har tillverkats på gården. Säkert hade man ett överflöd av vissa varor och man ägnade sig åt handel. Bronsgjutarverkstaden och den ovanligt stora smedjan pekar på en viss specialisering.

## Rekonstruktionen
1991 började man jobba med att rekonstruera gården på Genesmon ca 500 meter från fyndplatsen. Rekonstruktionen, även kallad Gene fornby, hade under åren 1991–2005 en verksamhet som gick ut på att undersöka och visa hur den huvudsakliga gården bör ha sett ut under 500-talet. Rekonstruktionen ligger, precis som boplatsen en gång gjorde, i anslutning till dagens strand, men annars är likheterna få mellan dagens läge och järnålderns. Långhuset var det första hus som byggdes, och det är också det viktigaste. I långhuset fanns plats för både människor och djur, och en stor del av maten och fodret förvarades där. Huset är 40 meter långt, 9 meter brett, taket är ett nävertak och väggarna är risflätade och tätade med lera. Smedjan på Genesmon är den största som hittats i Norden från förhistorisk tid –  den mätte 16 x 9 meter och hade fyra ässjor som var utformade för olika ändamål. Den är byggd ungefär som långhuset, med risflätade väggar och ett tak som bärs upp av kraftiga stolpar.
Ett av husen är ett grophus, det är alltså nergrävt en bit och har väggar av jord. I grophuset, som bara mäter 1,5 x 1,5 meter, hittades varptyngder till en stående vävstol. När man väver lintyg är det viktigt att hålla varpen fuktig, och här har man alltså utnyttjat fukten från marken till att få den rätta miljön för linet.